# Amphicteis glabra
Amphicteis glabra är en ringmaskart som beskrevs av Moore 1905. Amphicteis glabra ingår i släktet Amphicteis och familjen Ampharetidae. Inga underarter finns listade i Catalogue of Life.